# Charlesbourg-Royal

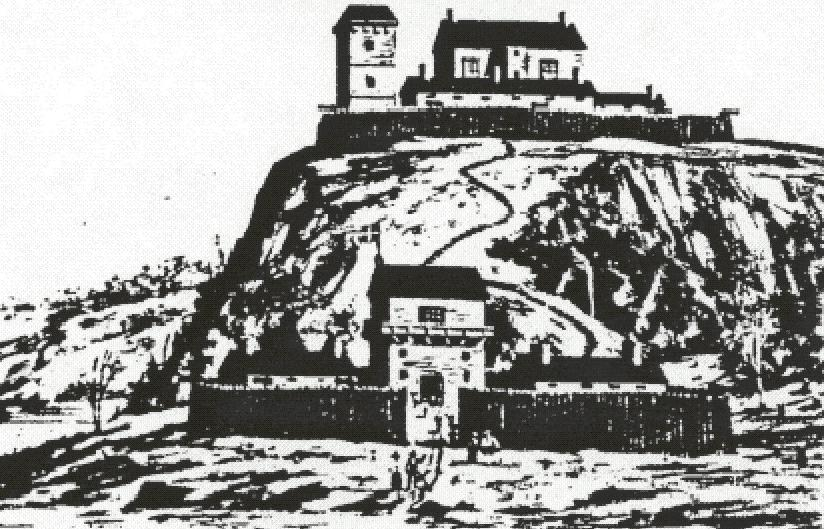
Skizze von Charlesbourg-Royal aus dem Jahr 1542

Charlesbourg-Royal war die früheste französische Siedlung in Nordamerika. Sie lag auf dem Gebiet der heutigen Stadt Québec (Stadtteil Cap-Rouge) in Kanada.
Diese befand sich nahe der Mündung des Rivière du Cap Rouge in den Sankt-Lorenz-Strom, wurde 1541 von Jacques Cartier gegründet und nach zwei Jahren wieder aufgegeben. Das Gelände ist seit 1923 eine nationale historische Stätte. Lange Zeit war die exakte Lage von Charlesbourg-Royal unbekannt gewesen, bis Archäologen im Jahr 2005 auf erste Artefakte stießen. 

## Geschichte
Jacques Cartier, ein Seefahrer aus der Bretagne, hatte 1535 erstmals den Sankt-Lorenz-Strom befahren und war dabei bis zur Île de Montréal vorgestoßen. Die Umgebung von Stadacona, einem Dorf der Sankt-Lorenz-Irokesen nahe dem heutigen Stadtzentrum Québecs, schien ihm als Standort einer möglichen Kolonie gut geeignet zu sein. In den folgenden Jahren gab es keinen ernsthaften Versuch, Nordamerika zu kolonialisieren. Dies änderte sich am 15. Januar 1541, als König Franz I. den Höfling Jean-François de La Rocque de Roberval zum Generalleutnant von Neufrankreich ernannte und ihn mit dem Aufbau einer Kolonie beauftragte. La Roque wiederum ernannte Cartier zum Expeditionsleiter. Fünf Schiffe mit rund 350 Kolonisten an Bord verließen am 23. Mai den Hafen von Saint-Malo. La Roque zog es vor, zunächst auf weitaus lukrativere Kaperfahrt zu gehen.
Die Überfahrt war schwierig und dauerte mehr als drei Monate. In Stadacona wurden die Kolonisten (unter ihnen einige Dutzend Sträflinge) zunächst freundlich empfangen, obwohl die Franzosen sechs Jahre zuvor deren Oberhaupt Donnacona entführt hatten. Nach kurzer Zeit kam es zu Feindseligkeiten, weshalb Cartier beschloss, die Kolonie etwas weiter stromaufwärts zu errichten. Die Kolonisten bauten zwei Forts: an der Mündung des Rivière du Cap Rouge und unmittelbar östlich davon oberhalb einer 45 Meter hohen Felswand. Benannt war die Siedlung nach Charles, duc d’Orléans, dem jüngsten Sohn des Königs. Überfälle der Irokesen, ein strenger Winter und Skorbut machten den Kolonisten zu schaffen. 35 Siedler wurden bei einem besonders heftigen Angriff getötet.

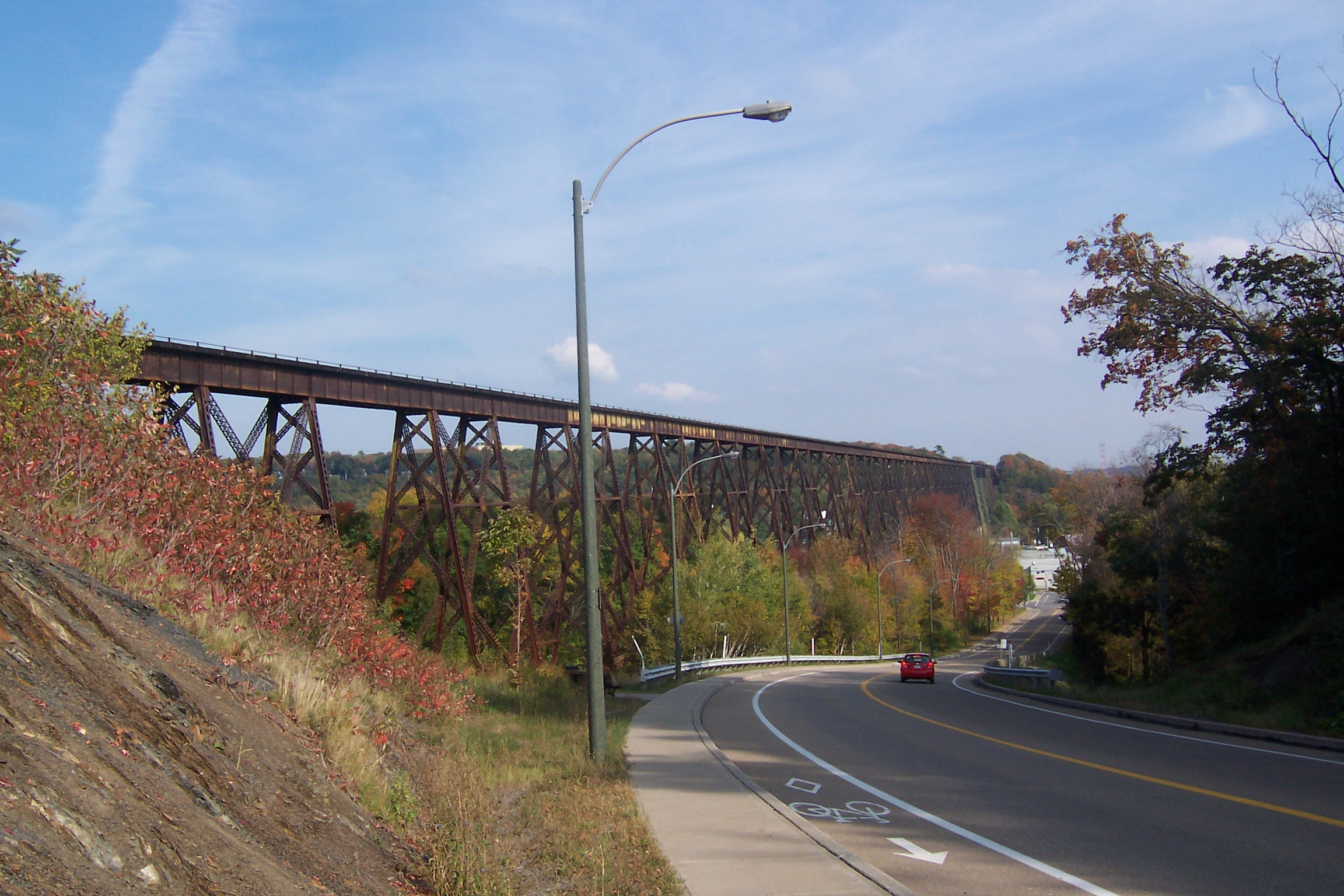
Über den einstigen Standort von Charlesbourg-Royal führt heute diese Eisenbahnbrücke

Im Juni 1542 entschied sich Cartier, mit den Kolonisten nach Frankreich zurückzukehren. La Roque war inzwischen seinen Verpflichtungen endlich nachgekommen und stach am 16. April von La Rochelle aus mit drei Schiffen und 200 Siedlern in See. Am 8. Juni traf er im Hafen von St. John’s (Neufundland) auf Cartier, der den Befehl verweigerte, nach Charlesbourg-Royal zurückzukehren. La Roque kam schließlich Ende Juli am Cap Rouge an. Erneut waren die Franzosen dem harten Klima und den Angriffen der Ureinwohner ausgesetzt. Nach einer kurzen Erkundungsfahrt weiter ins Landesinnere entschied sich La Roque im Frühjahr 1543, die Kolonie endgültig aufzugeben und mit den Siedlern heimzukehren. Er traf im September in Frankreich ein.

## Ausgrabungen
Jahrhundertelang war die exakte Lage von Charlesbourg-Royal unbekannt. Gleichwohl wurde das Gebiet um die Flussmündung 1923 zu einer nationalen historischen Stätte erklärt. Bei Vorbereitungsarbeiten für eine Aussichtsplattform im Parc Cartier-Roberval (oberhalb der Felswand) kamen im Jahr 2005 Überreste der Kolonie zum Vorschein. Die Regierung der Provinz Québec gab daraufhin ein umfassendes Forschungsprojekt in Auftrag, das unter der Leitung des Archäologen Yves Chrétien stand. In den folgenden Jahren kamen mehr als 4000 Artefakte zum Vorschein, die 2012 in einer Sonderausstellung des Musée de la civilisation präsentiert wurden. Am Cap Rouge gibt es einen Lehrpfad mit Erläuterungen zur Geschichte von Charlesbourg-Royal und zu den Ausgrabungen.